# ヴォルフガング・パウリ
ヴォルフガング・エルンスト・パウリ（Wolfgang Ernst Pauli, 1900年4月25日 - 1958年12月15日）は、オーストリア生まれのスイスの物理学者。スピンの理論や、現代化学の基礎となっているパウリの排他律の発見などの業績で知られる。
アインシュタインの推薦により、1945年に「1925年に行われた排他律、またはパウリの原理と呼ばれる新たな自然法則の発見を通じた重要な貢献」に対してノーベル物理学賞を受賞した。

## 生涯
パウリはウィーンでヴォルフガング・ヨセフ・パウリとベルタ・カミラ・シュッツの間に生まれた。エルンストという彼のミドルネームは名付け親の物理学者エルンスト・マッハに敬意を表して付けられた。父方の祖父はユダヤ人で、名の知れた出版社の経営者だった。
パウリはウィーンのドブリンガー・ギムナジウムに入学し、1918年に優秀な成績で卒業した。卒業わずか2ヵ月後に18歳の彼は、アインシュタインの一般相対性理論に関する人生最初の論文を発表した。彼はミュンヘン大学に入学し、アルノルト・ゾンマーフェルトの下で研究を行なった。1921年7月に彼は水素分子イオンの量子論に関する学位論文で博士号を取得した。
ゾンマーフェルトはパウリに、ドイツ語の百科事典 Encyklopaedie der mathematischen Wissenschaften（『数理科学百科事典』）の相対性理論の記事を執筆するよう依頼した。パウリは博士号取得の2ヵ月後に、237ページにも及ぶ記事を完成させた。
この記事はアインシュタインに称賛されてモノグラフとして出版され、今日においても、この分野の標準的参考書となっている。
パウリはゲッティンゲン大学でマックス・ボルンの助手として1年間過ごし、翌年にはコペンハーゲン大学の理論物理学研究所（後のニールス・ボーア研究所）に滞在した。その後1923年から1928年まで、彼はハンブルク大学の講師を務めた。この時期のパウリの研究は量子力学の現代的理論の構築に寄与した。特に彼は、排他律や非相対論的スピン理論の定式化を行なった。
1929年5月、パウリはローマ・カトリック教会を脱退し、12月にケーテ・マルガレーテ・デプナーと結婚した。この結婚は長く続かず、1930年に離婚している。
離婚後間もない1931年初め、ニュートリノの仮説を提唱する直前に、パウリは深刻な精神的不調に悩まされた。彼は精神科医・心理学者で、パウリと同じくチューリッヒ近郊に住んでいたカール・グスタフ・ユングの診察を受けた。パウリはすぐに自分の「元型夢」の解釈を始めるようになり、難解な心理学者ユングの最高の生徒となった。間もなく彼は、ユング理論の認識論について科学的な批評を行なうようになり、ユングの思想、特にシンクロニシティの概念についての説明を与えた。これらについて二人が行なった議論はパウリ＝ユング書簡として記録されており、Atom and Archetype（『原子と元型』）というタイトルで出版されている。
1928年、パウリはスイスのチューリッヒ連邦工科大学の理論物理学の教授に任命された。
1931年にはミシガン大学の客員教授として渡米し、1935年にはプリンストン高等研究所に滞在した。
1934年に彼はフランカ・バートラムと再婚した。この結婚生活は生涯続いたが、彼らの間に子供は生まれなかった。
1938年のドイツによるオーストリア併合によってパウリはドイツ市民となったが、このことは翌1939年の第二次世界大戦勃発とともに、ユダヤ系であった彼の身を危うくすることとなった。
パウリは1940年にアメリカへ移住し、プリンストン大学の理論物理学の教授となった。
戦争が終わった1946年に彼はアメリカ合衆国には帰化せず、チューリッヒに戻り、その後の生涯の大半をここで過ごした。
1958年、膵臓癌を発病した。パウリの最後の助手を務めたチャールズ・エンツがチューリッヒのロートクロイツ病院に入院していたパウリを見舞った時、パウリは彼に「部屋の番号を見たかね？」と尋ねた。彼の病室の番号は 137 だった。彼は生涯を通じて、微細構造定数が 1/137 に近い値を持つのは何故か、という疑問を考え続けていた。1958年12月15日、パウリはこの病室で没した。享年58。

## 業績
パウリは物理学者として、特に量子力学の分野で数多くの重要な業績を残した。彼は論文を執筆するよりも同僚（特に親しかったニールス・ボーアやヴェルナー・ハイゼンベルクなど）との間で長い手紙をやり取りするのを好んだ。彼のアイデアや成果の多くは、論文としては発表されず書簡にのみ残され、手紙を受け取った人物によってコピーされたり回覧されたりすることが多かった。パウリは自分の研究成果が彼の名前で紹介されないことになっても気にしなかった。以下に挙げる成果はパウリの業績として名前が残されているもののうち最も重要な仕事である。
1924年、パウリは分子線スペクトルの観測結果と当時発展しつつあった量子力学との間にあった矛盾を解決するために、新たな量子自由度のモデルを提案した。おそらく彼の仕事の中で最も重要なパウリの排他原理である。この原理は同じ量子状態には2個以上の電子が存在できないというものであった。その後、スピンのアイデアがラルフ・クローニッヒによって考案され、翌年にジョージ・ウーレンベックとサミュエル・ゴーズミットによってパウリの提唱したこの自由度が電子のスピンに相当することが明らかとなった。
1926年、ハイゼンベルクが現代的な量子力学の理論である行列力学を発表した後でパウリはこの理論を用いて水素原子のスペクトルを理論的に導いた。この成果はハイゼンベルクの理論の信頼性を保証した点で重要な結果だった。
1927年、パウリはスピン演算子の基底としてパウリ行列を導入し、これによってスピンの非相対論的理論に解を与えた。この成果はポール・ディラックに影響を与え、後にディラックは相対論的電子を記述するディラック方程式を発見した。
1930年、パウリは放射性同位元素の原子核崩壊で中性粒子が存在することを予言した。"Liebe radioaktive Damen und Herren"（親愛なる放射性紳士淑女の皆様）と題してリーゼ・マイトナー他宛に送られた12月4日の書簡において彼は、、ベータ崩壊で放出される粒子のエネルギースペクトルの連続性を説明するために、それまで知られていない中性で質量の小さな（陽子質量の1%未満の）粒子の存在を明言した。1934年にフェルミが、パウリの提唱した中性粒子にニュートリノと命名し、自分の放射性壊変の理論に組み込んだ。
ニュートリノは1959年になって初めて実験的に観測された。
1940年、パウリは量子場の理論にとって重要な成果となるスピン統計定理の証明を行ない、半整数のスピンを持つ粒子はフェルミオンであり、整数スピンを持つ粒子はボソンであることを示した。1953年王立協会外国人会員選出。

## 性格・人物評

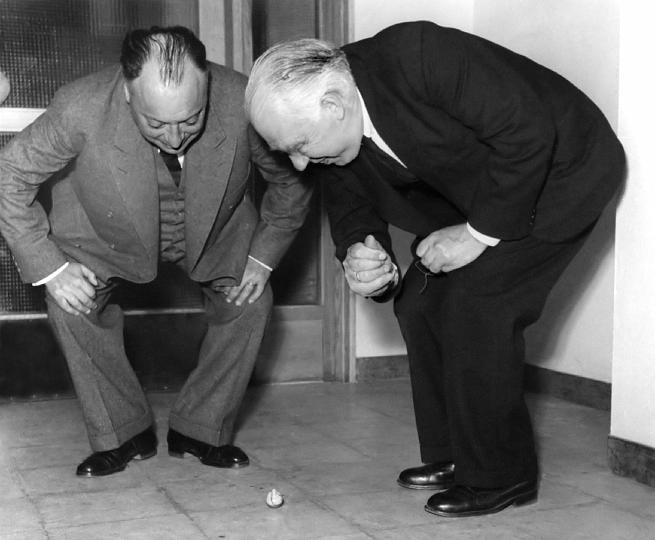
ニールス・ボーア（右）と

パウリは実験が下手であり、よく実験装置を壊していた。その噂が広がると、パウリが実験装置の近くにいるだけで装置が壊れるという伝説が広がり、彼のこの奇妙な能力に対してパウリ効果という名称が付けられていた。パウリ自身もこの評判を知っており、パウリ効果が現れるたびに喜んだ。
物理学に関してはパウリは完全主義者として有名だった。この性格は彼自身の研究だけでなく、同僚の仕事に対しても発揮された。結果的にパウリは「物理学の良心」として物理学のコミュニティの中に知られるようになり、彼の批評を受けた同僚は彼の疑問に答える義務を負うこととなった。パウリは自分が欠点を見つけた理論はどんなものでも ganz falsch（完全な間違い）とレッテルを貼って酷評することもあった。かつて自分が誤りを見つけたある論文に対して彼が「"Das ist nicht nur nicht richtig, es ist nicht einmal falsch!"[この論文は、間違ってすらいない（正しいとか間違えているとかという次元にさえ至っていない）]」と述べた言葉は有名である。また、逆に自分の仕事をパウリに認めてもらうことを彼らは「パウリのご裁可(sanction)を得る」と言っていたという。
物理学界でのパウリに関する有名なジョークとして次のようなものがある。「パウリは死後、天国で神への拝謁を許される機会を得た。パウリは神に、なぜ微細構造定数は 1/137.036... という値をとるのかと尋ねた。神はうなずいて黒板に向かい、すさまじい勢いで数式を書き殴り始めた。パウリは非常に満足げに神の様子を眺めていたが、しばらくして突然頭を激しく振り始め言った「全然まちがっている」…。」

## 神秘主義と宗教観
パウリの論文「ケプラーの科学的理論構築に与えた元型的イデアの影響」にて、彼のプラトンやピタゴラス的な世界観をC・G・ユングと共に記しており、それは彼の友人であり物理学者のヴェルナー・ハイゼンベルクの著書『限界を超えて』の第3章に要約されている。
ハイゼンベルクによれば、体験したデータから自然法則が引き出せるという純粋な経験主義ではなく、感覚的知覚と概念、もしくは「感覚的知覚とイデア」を結びつけるものを探し、それをユングの元型の論の中に見出していて、元型のようにイメージが先行しているという見解の源流は哲学者プラトンの思想である。西洋思想では、19世紀の科学が客観的な物質的世界を生み出したが、東西を問わず古くから、多様性を超越して一体性を体験しようとする神秘主義があり、この二極が相補的であることを認める必要があるとした。

## 受賞歴
- ローレンツメダル（1931年）
- ノーベル物理学賞（1945年）
- フランクリン・メダル（1952年）
- マテウチ・メダル（1956年）
- マックス・プランク・メダル（1958年）